# 8114 Lafcadio
8114 Lafcadio este un asteroid din centura principală de asteroizi.

## Descriere
8114 Lafcadio este un asteroid din centura principală de asteroizi. A fost descoperit pe 24 aprilie 1996 la Yatsuka de Hiroshi Abe (astronom). El prezintă o orbită caracterizată de o semiaxă mare de 2,37 ua, o excentricitate de 0,12 și o înclinație de 6,9° în raport cu ecliptica.